# Accolade Holding
Die Accolade Holding, a. s. (Accolade Group) ist eine tschechische Investmentgesellschaft, die in sechs EU-Ländern tätig ist. Das Unternehmen besitzt ein Netzwerk von 26 Industrieparks in der Tschechischen Republik, in Polen, Deutschland und der Slowakei. Das Immobilienportfolio erreichte 2019 eine Gesamtfläche von 1,3 Millionen Quadratmeter und einen Wert von fast 1,134 Mrd. EUR.

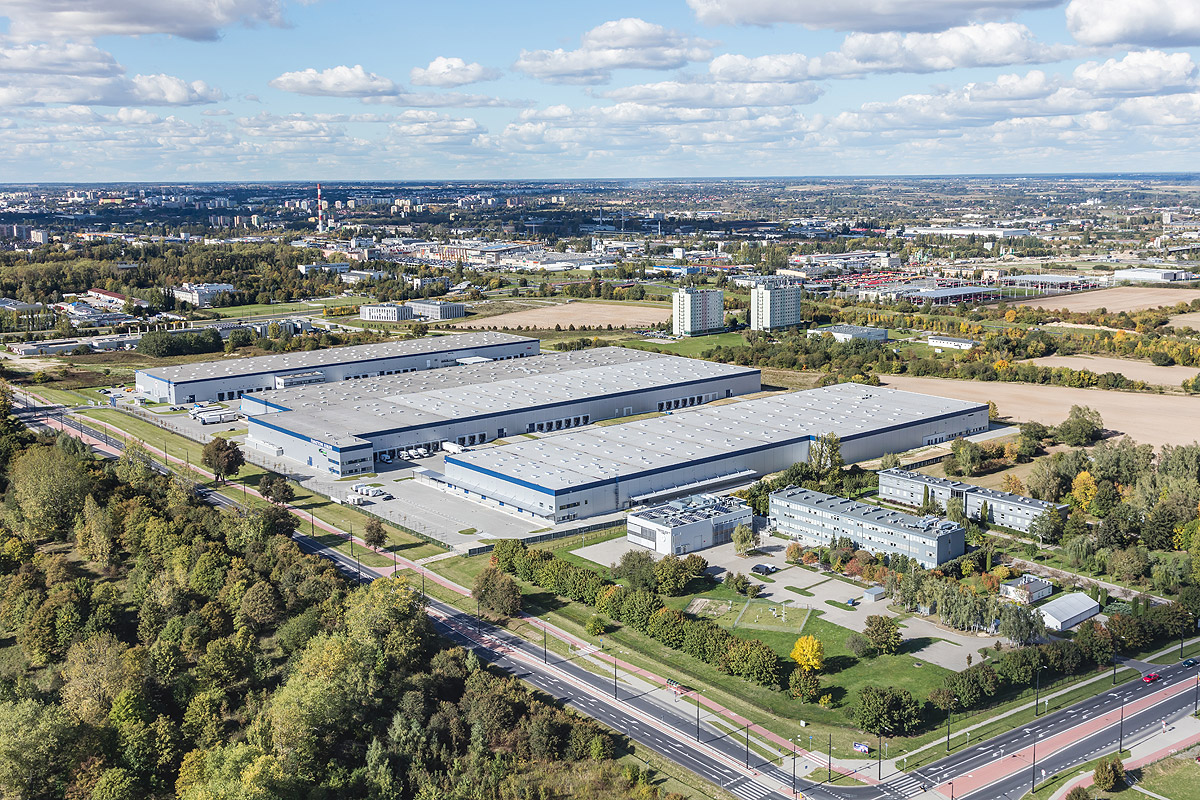
Park Lublin, Polen

## Geschichte des Unternehmens
Die Accolade Group wurde im Jahr 2011 von ihren Inhabern Milan Kratina und Zdeněk Šoustal gegründet.
2014 expandierte das Unternehmen nach Polen. Die polnischen Parks befinden sich größtenteils auf ehemaligen Industriebrachen, die somit wieder zum Leben erweckt werden konnten und Arbeitsplätze mit Mehrwert schufen.
Seit ihrer Gründung konnte die Accolade Group in ganz Tschechien sowie in Polen ein umfangreiches Portfolio an Kommerzbauten aufbauen. Seit Beginn des Jahres 2018 investiert sie zudem in Industrieprojekte in Deutschland, seit 2019 auch in der Slowakei.
Im Jahr 2014 wurde der Industrieimmobilienfonds Accolade Fund Sicav gegründet, in den qualifizierte Anleger investieren.
Seit 2017 ist die Accolade Group auch Inhaber vom Betreiber des am zweitstärksten frequentierten Flughafens in der Tschechischen Republik, des Flughafens Brno-Tuřany. Das Unternehmen kündigte zudem den Bau einer Teststrecke für die Entwicklung und Zertifizierung von Fahrzeugen mit autonomer Steuerung nahe der westböhmischen Stadt Stříbro an.

## Netzwerk der Accolade-Industrieparks
Im Jahr 2019 hat die Accolade Group insgesamt 26 Industrieparks unterhalten. Zu ihren Mietern gehören beispielsweise Unternehmen wie GE Aviation, Tchibo, DHL, DB Schenker, TRW, Swiss Krono und zahlreiche weitere.

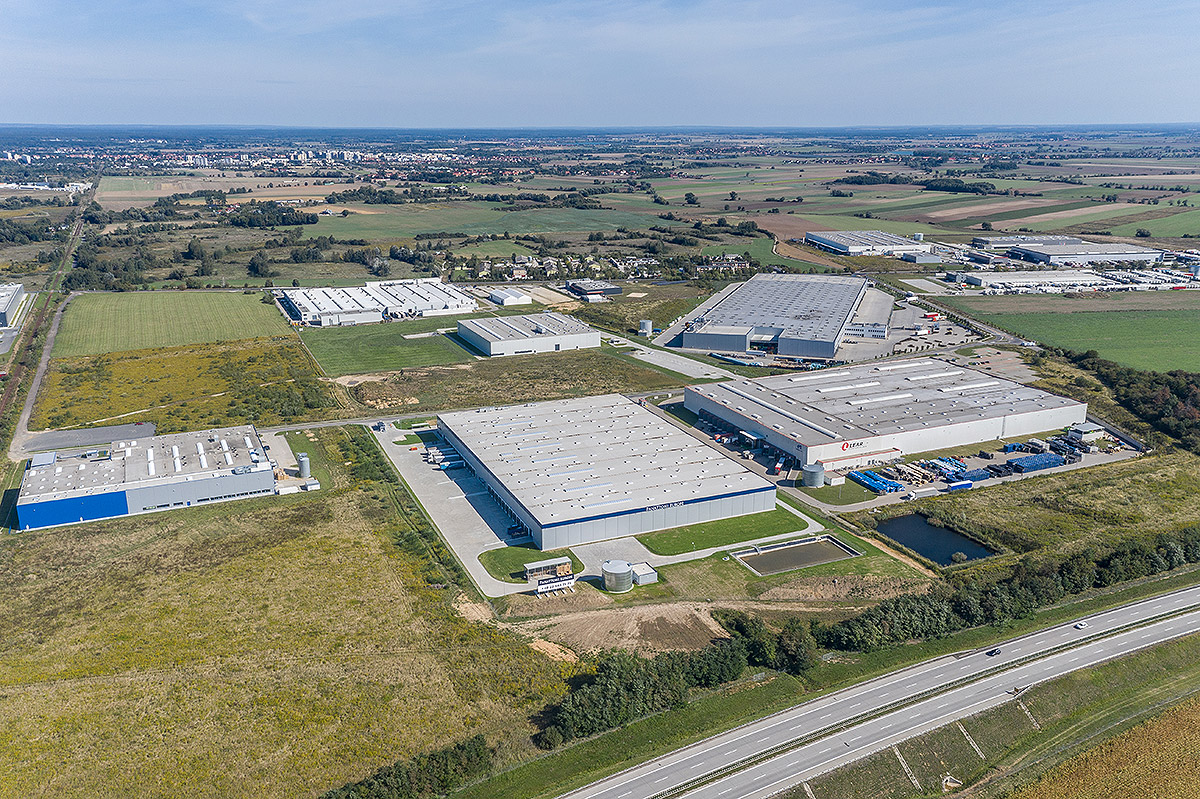
Build-to-suit skladová hala Legnica, Polen

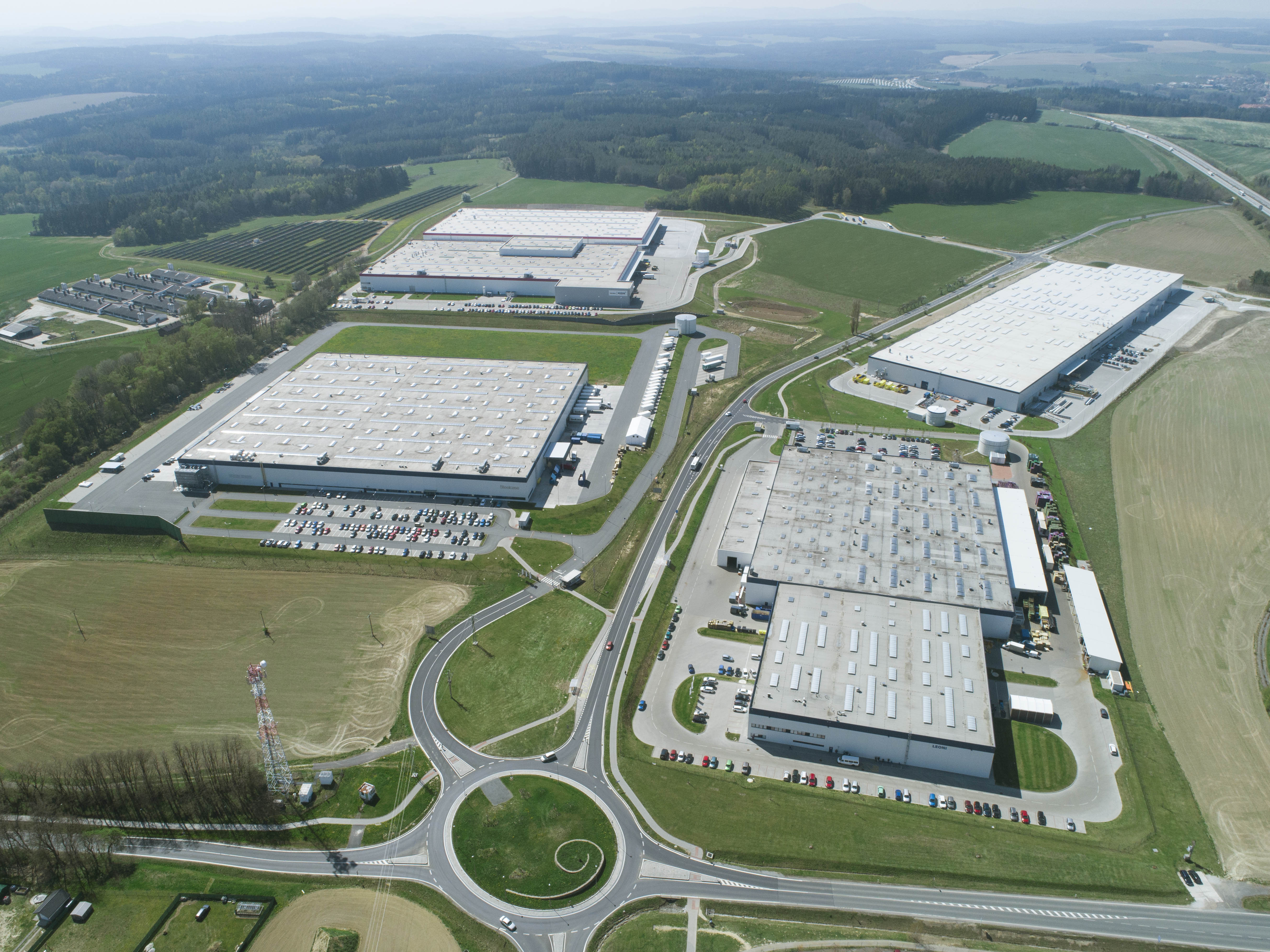
Panattoni Park Stříbro mit BREEAM-Umweltzertifikats „Sehr gut“, Tschechien

| Staat                         | Tschechische Republik | Polen   | Deutschland | Slowakei | Insgesamt |
| ----------------------------- | --------------------- | ------- | ----------- | -------- | --------- |
| Anzahl der Parks              | 13                    | 10      | 2           | 1        | 26        |
| Gesamtfläche in m2            | 878 356               | 823 951 | 27 568      | 37 139   | 1 767 014 |
| Wert in Mio. EUR              | 625,7                 | 467,5   | 37,1        | 3,9      | 1 134,2   |
| Abgeschlossene Projekte in m2 | 463 346               | 490 414 | 7 512       | X        | 961 272   |
| Projekte im Bau in m²         | 118 659               | 122 820 | 20 056      | 16 767   | 278 302   |

Stand 31. Dezember 2019